# Ametropus
Ametropus (лат.) — род подёнок из монотипического семейства Ametropodidae. 5 видов. Евразия и Северная Америка. Передние ноги самцов равны по длине 65 % от длины передних крыльев (у самок — 30 %). Бёдра передних ног самцов длиннее передних голеней. Передняя пара ног самок длиннее, чем средняя и задняя пары ног; голени короче лапок, а лапки короче бёдер. У самцов глаза разделены на 2 отдела. Встречаются на песчаном грунте больших рек.

## Систематика и распространение
Голарктика: Евразия (2 вида) и Северная Америка (3 вида). Ранее в состав семейства Ametropodidae включали ещё один род (Metretopus), позднее выделенный в самостоятельное семейство Metretopodidae
- Ametropus albrighti Traver, 1935 — Северная Америка: США (Вайоминг, Колорадо, Нью-Мексико, Юта)
- Ametropus ammophilus Allen et Edmunds, 1976 — Северная Америка: США (Вашингтон, Монтана, Орегон)
- Ametropus eatoni Brodskij, 1930 — Евразия
- Ametropus fragilis Albarda, 1878 — Европа
- Ametropus neavei McDunnough, 1928 — Северная Америка: Канада (Альберта, Саскачеван)

## Личинка
Личинки обитают в песчаном грунте в проточной воде. Передние ноги хватательного типа с длинными щетинками, помогающими удерживать тело на грунте.
Голова гипогнатная. Глазки сближены, глаза смещены вперед. Медиальная выемка верхней губы расширена.
Пронотум с латеральными лопастями. Мезонотум с паранотами впереди крыловых зачатков. Зачатки передних крыльев с расходящимися костальными краями.
Тергалия круглая с длинными щетинками. Парацерк личинки развит. Первичные плавательные щетинки густые, есть вторичные плавательные щетинки.

## Имаго
Длина передних крыльев от 10 до 22 мм. Глаза крупные. Мезонотальный шов оттянут назад медиально. Передний паракоксальный шов среднегруди полный (доходит до стернума). Фуркастернальные бугры среднегруди сомкнуты (медиальная ложбинка отсутствует).
Кубитальная жилка CuP переднего крыла независима от CuA и оканчивается у самого торнуса, A1 переднего крыла очень длинная, оканчивается около торнуса. Заднее крыло развито нормально. Жилка MA заднего крыла без развилка, жилка MP2 заднего крыла интеркалярная.
Парацерк имаго и субимаго развит.
Лапки 5-члениковые, 1-й сегмент слит с голенью и неподвижен. Нижнечелюстные и нижнегубные щупики 3-члениковые.